# Verpel
Verpel é uma comuna francesa na região administrativa de Grande Leste, no departamento das Ardenas. Estende-se por uma área de 15,25 km². Em 2010 a comuna tinha 68 habitantes (densidade: 4,5 hab./km²).